# Гипотеза Бёрча — Свиннертон-Дайера
Гипотеза Бёрча — Свиннертон-Дайера — математическая гипотеза относительно свойств эллиптических кривых, одна из задач тысячелетия, за решение которой институтом Клэя предложен приз в $1 млн.
В поисках ответа на вопрос, при каких условиях диофантовы уравнения в виде алгебраических уравнений имеют решения в целых и рациональных числах, Брайан Бёрч и Питер Свиннертон-Дайер в начале 1960-х годов предположили, что ранг {\displaystyle r} эллиптической кривой {\displaystyle E} над полем {\displaystyle K} равен порядку нуля дзета-функции Хассе — Вейля {\displaystyle L(E,s)} в точке {\displaystyle s=1}. Точнее, гипотеза утверждает, что существует ненулевой предел {\displaystyle B_{E}=\lim \limits _{s\to 1}{\frac {L(E,s)}{(s-1)^{r}}}}, где значение {\displaystyle B_{E}} зависит от тонких арифметических инвариантов кривых. Исходя из данных численных экспериментов предположено , что верна асимптотика
{\displaystyle \prod _{p\leq x}{\frac {N_{p}}{p}}\approx C\log(x)^{r}{\mbox{ при }}x\rightarrow \infty }
где {\displaystyle N_{p}} — число целых точек на кривой {\displaystyle E} с рангом {\displaystyle r} по модулю {\displaystyle p},
{\displaystyle C} — константа.
Гипотеза является единственным относительно простым общим способом вычисления ранга эллиптических кривых.

## Наиболее важные результаты
В 1977 году Джон Коутс и Эндрю Уайлс доказали утверждение, справедливое для большого класса эллиптических кривых о том, что если кривая {\displaystyle E} содержит бесконечно много рациональных точек, то {\displaystyle L(E,1)=0}.
В 1986 году Бенедикт Гросс и Дон Цагир показали, что если модулярная эллиптическая кривая имеет нуль первого порядка при {\displaystyle s=1}, то она имеет рациональную точку бесконечного порядка (теорема Гросса – Цагира);
В 1989 году Виктор Колывагин показал, что модулярная эллиптическая кривая {\displaystyle E}, для которой {\displaystyle L(E,1)} не равно нулю, имеет ранг 0, а модулярная эллиптическая кривая {\displaystyle E}, для которой {\displaystyle L(E,1)} имеет нуль первого порядка при s = 1 имеет ранг 1.
В 1991 году Карл Рубин показал, что для эллиптических кривых, определённых над мнимым квадратичным полем {\displaystyle K} с комплексным умножением на {\displaystyle K}, если {\displaystyle L}-ряд эллиптической кривой отличен от нуля при s = 1, то p-часть группы Тейта — Шафаревича имела предсказанный порядок по гипотезе Бёрча и Суиннертона-Дайера для всех простых чисел {\displaystyle p>7}.
В 1999 году Кристоф Брёйль, Брайан Конрад, Фред Даймонд и Ричард Тейлор доказали теорему о модулярности (что все эллиптические кривые, определённые над рациональными числами, являются модульными), это распространяет результаты #2 и #3 на все эллиптические кривые над рациональными числами и показывает, что {\displaystyle L}-функции всех эллиптических кривых над {\displaystyle Q} определены при s = 1.
В 2015 году Арул Шанкар и Манджул Бхаргава доказали, что средний ранг группы Морделла – Вейля для эллиптической кривой над {\displaystyle Q} ограничен сверху величиной 7/6.